# William McGregor
Ne doit pas être confondu avec William MacGregor.
William McGregor (13 avril 1846 – 20 décembre 1911) est un drapier écossais de l'époque victorienne, président du club de football d'Aston Villa. Il est le fondateur et premier président de la Football League, qui organise le Championnat d'Angleterre, ainsi que président de la Football Association à la fin du XIXe siècle.
Après avoir déménagé du Perthshire à Birmingham pour créer une entreprise dans l'industrie textile, McGregor s'engage au sein du club de football local d'Aston Villa, qu'il aide à établir comme l'une des meilleures équipes en Angleterre. Il occupe divers postes au club pendant plus de vingt ans, dont président et administrateur. En 1888, frustré par des annulations répétées des matchs de Villa, McGregor organise une réunion de représentants des grands clubs d'Angleterre, qui conduit à la formation de la Football League, proposant aux clubs membres un calendrier de rencontres garanti chaque saison. Cet évènement lance la transition du football amateur à professionnel en Angleterre.

## Biographie

### Vies privée et professionnelle
Né à Braco (en) dans le Perthshire (Écosse), McGregor découvre le football en assistant à un match entre les artisans locaux et visiteurs d'Ardoch,. Il suit un apprentissage de drapier à Perth, et en 1870, suivant l'exemple de son frère Peter, déménage à Birmingham,, ouvre sa propre entreprise textile à Aston (en), une zone située aux abords de la ville. À son arrivée dans les Midlands, il s'implique dans le football local en soutenant d'abord le club de Calthorpe, formé par un compatriote écossais, Campbell Orr,. McGregor, fervent admirateur du jeu, ferme sa boutique plus tôt le samedi pour pouvoir assister aux matchs, et il vend ensuite des maillots de football à la boutique qui devient un lieu de rencontre populaire pour les amateurs de football.
William McGregor est marié à Jessie, et le couple a une fille et un fils, également prénommés Jessie et William,. Abstème, McGregor est un partisan de la Ligue de tempérance et est actif dans la branche locale du Parti libéral jusqu'à ce que son adhésion prenne fin en 1882 en raison de l'augmentation du temps qu'il consacre au football. Il est impliqué dans les premières tentatives de création d'une ligue de baseball au Royaume-Uni, et est le trésorier honoraire de la Baseball Association of Great Britain and Ireland. Malgré son engagement envers le sport, il lutte désespérément à la survie de sa draperie tout au long de sa vie.

### Aston Villa

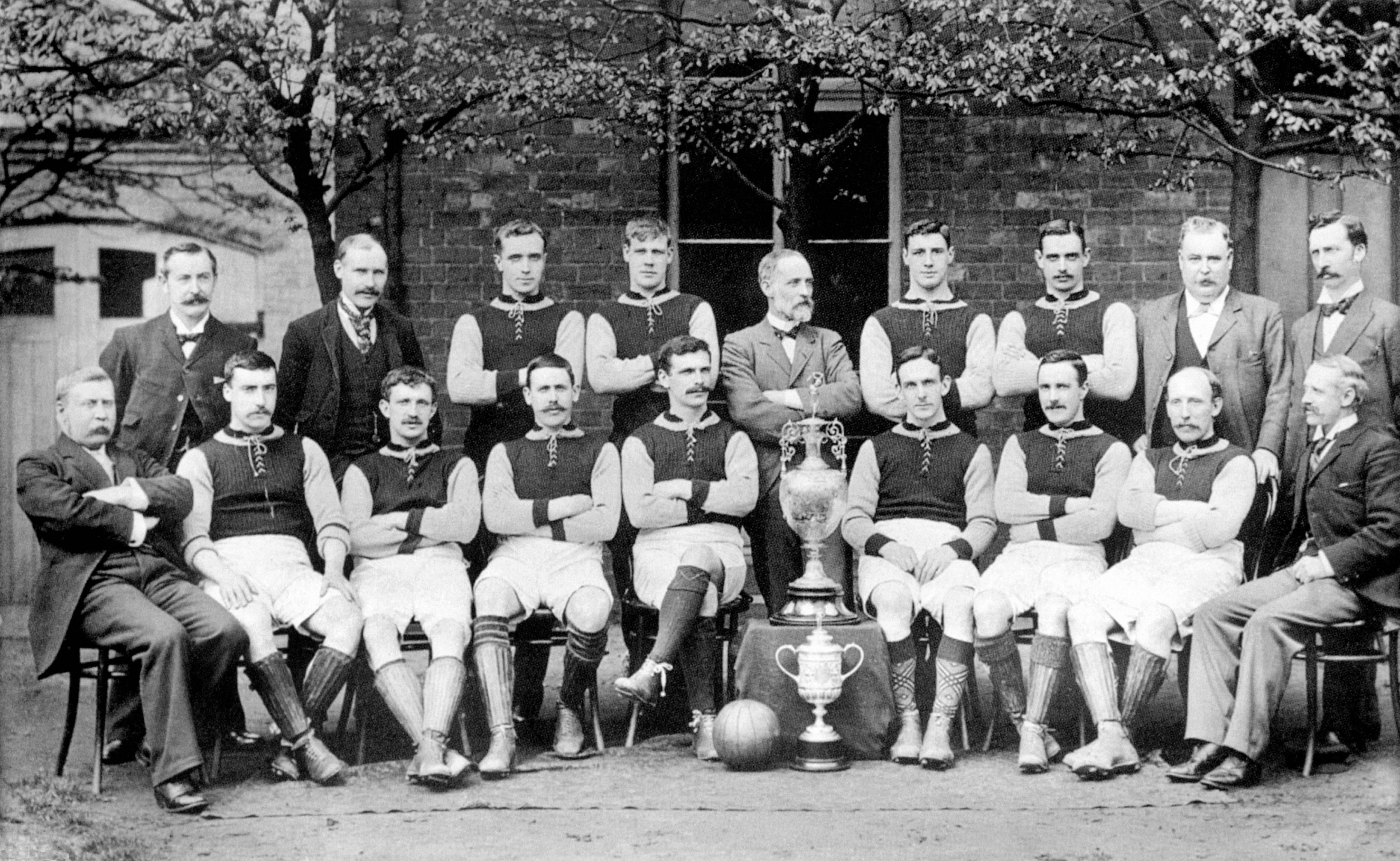
L'équipe d'Aston Villa de la saison 1896–97 avec les trophées du championnat et de la FA Cup.

En 1877, McGregor est invité à devenir membre du comité d'Aston Villa, un club formé trois ans plus tôt. Il arbitre également des matchs du club,,. À cette période, le club joue à Aston Park, près du commerce de McGregor. Il rejoint Villa en raison du fort contingent écossais dans les rangs du club, du beau jeu pratiqué par l'équipe et la correspondance entre le club et une chapelle wesleyenne. Il endosse rapidement le poste d'administrateur du club, pour aider le club impécunieux à survivre à ses difficultés financières. Après que quelques possessions d'Aston Villa sont saisies par des huissiers, McGregor permet au club d'utiliser sa boutique comme magasin pour éviter de nouvelles saisies. Sous la direction de McGregor, Aston Villa remporte son premier trophée, la Birmingham Senior Cup (en) en 1880.
L'année suivante, McGregor devient un membre du conseil d'administration du club. Le statut de Villa continue de croître, et en 1887 le club est le premier de la région des Midlands à gagner la FA Cup, en battant leurs rivaux de West Bromwich Albion en finale. En 1895, McGregor est vice-président, et devient président du club en 1897. Au cours de sa période au club, il est remarqué pour son sens de l'organisation et son ambition, et est à l'origine de l'adoption du lion représenté sur l'Étendard royal d'Écosse comme écusson du club. Il transforme le club en profondeur, en faisant l'un des tout meilleurs du pays, remportant six championnats et quatre coupes sous son commandement.

### Football League

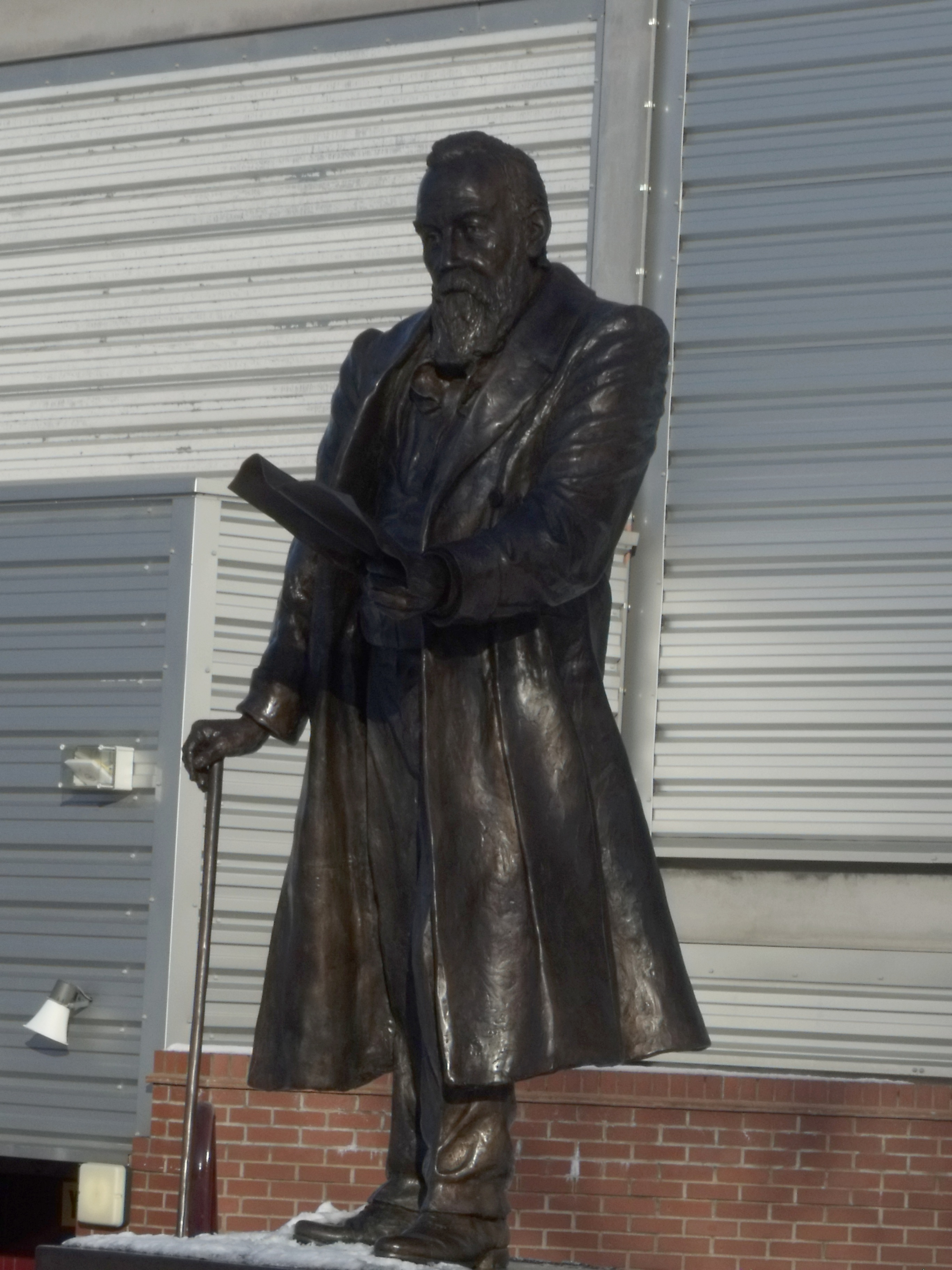
La statue de William McGregor à l'extérieur de Villa Park.

Au fil des années 1880, l'équilibre des pouvoirs au sein du football anglais change. La première compétition nationale, la FA Cup, est au départ dominée par les clubs amateurs issus de milieux privilégiés, comme les Wanderers et les Old Etonians. Toutefois, la finale de l'édition 1883 voit la première victoire d'une équipe de la classe ouvrière, Blackburn Olympic. À cette époque, le professionnalisme n'est pas autorisé. Les clubs des zones urbaines du nord de l'Angleterre sont de fervents partisans de la pratique, mais les équipes amateurs du sud et les autorités dirigeantes de la FA y sont fermement opposées. Bien que n'étant pas originellement un avocat du professionnalisme, McGregor favorise son introduction. En 1885, la question menace de diviser la FA quand un groupe de clubs, principalement du Lancashire, annonce son intention de quitter la fédération et de former un concurrent, la British Football Association, si le professionnalisme n'est pas accepté. En réponse, un congrès de la FA est organisé en urgence. Représentant Aston Villa, McGregor parle en faveur du professionnalisme, étant le seul délégué de la région des Midlands à le faire, et est l'un des rares dirigeants à admettre que son club a déjà payé des joueurs. La conférence se termine par l'adoption du professionnalisme par la FA, bien que chaque club ne soit autorisé qu'à payer les joueurs qui sont nés ou vivent depuis plus de deux ans à moins de dix kilomètres de son stade.
Le professionnalisme amène de nouvelles complications pour les administrateurs des clubs. De nombreux matchs amicaux sont annulés en raison de matchs de FA Cup prenant le pas ou simplement parce que des clubs délaissent un amical en faveur d'un match plus lucratif. Il est donc difficile pour les clubs de payer les salaires des joueurs sur une base régulière,. McGregor réagit après avoir vu une série de matchs de Villa annulés, et la frustration des supporteurs du club croître, sur cinq samedis consécutifs. Le 2 mars 1888, il contacte par courrier le comité de son club ainsi que ceux de Blackburn Rovers, Bolton Wanderers, Preston North End et West Bromwich Albion, suggérant la création d'un championnat qui garantirait un certain nombre de matchs fixes pour les clubs participants chaque saison. Le fondateur du Corinthians FC, N. Lane Jackson, écrit en 1899 que McGregor tire son inspiration du championnat existant dans le baseball américain, bien que McGregor lui-même cite le County Championship de cricket comme son inspiration. La lettre de McGregor aux clubs est la suivante :

« Chaque année, il devient de plus en plus difficile pour les clubs de football de tous niveaux de répondre à leurs engagements amicaux et en même temps d'organiser des matchs amicaux. La conséquence est qu'au dernier moment, avec l'interférence de matchs de coupe, les clubs sont obligés d'affronter des équipes qui n'attirent pas le public.

J'ai l'honneur de vous soumettre la suggestion suivante comme moyen de surmonter ces difficultés : que dix ou douze des plus importants clubs d'Angleterre s'allient pour organiser des matchs aller et retour chaque saison, lesquels matchs seront organisés lors d'un congrès amical à la même période que l’International Conference.

Cette combinaison pourrait être connu sous le nom d’Association Football Union, et pourrait être dirigée par le président de chaque club. Bien sûr, elle ne va pas se mêler des affaires de la National Association, les matchs proposés pourraient être joués selon les règles des matchs de coupe. Cependant, ceci un détail.

Mon but en vous écrivant par la présente est simplement d'attirer votre attention sur le sujet, et de proposer un congrès amical pour discuter de la question plus à fond. Je prendrais comme une faveur si vous voulez bien réfléchir à la question, et émettre toute suggestion que vous jugerez nécessaire.
J'écris seulement aux clubs suivants : Blackburn Rovers, Bolton Wanderers, Preston North End, West Bromwich Albion et Aston Villa, et je souhaiterais connaître quels autres clubs vous suggéreriez.

Veuillez agréer l'assurance de mes sentiments les plus distingués. William McGregor (Aston Villa F.C.)

P.S. : Que diriez-vous de vendredi 23 mars 1888 pour le congrès amical à l'hôtel Anderton de Londres ? »

— Lettre de William McGregor.
McGregor choisit le 23 mars comme date de sa réunion afin qu'elle ait lieu la veille de la finale de FA Cup, les représentants des grands clubs du pays seront donc à Londres. Les dirigeants de dix clubs y participent, dont ceux des deux finalistes de la FA Cup, West Bromwich Albion et Preston North End, mais les clubs du sud de l'Angleterre ne sont pas intéressés par la proposition de McGregor et aucun de leurs dirigeants n'assiste au congrès. Une deuxième réunion a lieu à Manchester le 17 avril, et les détails concernant la nouvelle compétition sont finalisés. Le nom suggéré par McGregor pour la compétition, Association Football Union, est rejeté car trop similaire à celui de la Rugby Football Union, et le terme Football League est choisi, malgré l'opposition de McGregor au motif que cette dénomination pourrait invoquer des associations avec l'impopulaire Irish National Land League (en). Le terme English League est évité pour laisser la possibilité aux clubs écossais d'y participer. McGregor propose également une règle selon laquelle un seul club par ville devrait être autorisé. Cette clause convient aux autres fondateurs, ce qui cause une controverse car elle signifie que l'adhésion du club de Birmingham Mitchell St. George's (en) est refusée au profit du club de McGregor, Aston Villa. Douze clubs débutent la première saison du championnat en septembre 1888.
McGregor est le premier président du comité de gestion de la Football League. L'une des principales tâches du comité est le traitement des questions de discipline, mais les membres du comité peuvent participer aux décisions concernant leurs propres clubs. Dans les faits, la première réunion disciplinaire inflige des amendes à trois des quatre clubs étant représentés au comité. McGregor est réélu sans opposition en 1891. Auparavant, il a parlé de sa satisfaction que « des 132 matchs auxquels les clubs de la League ont pris part et dans lesquels environ 300 joueurs ont foulé le terrain, pas un seul accident mortel n'a été enregistré ». Un an plus tard, il supervise l'expansion de la Football League en deux divisions lorsque la Football Alliance fusionne avec la compétition, mais il quitte son poste quelques mois plus tard pour raison de santé, ce qui lui fait rater des réunions.
Après sa démission de la présidence, il est élu à l'unanimité à un poste honorifique de président, un rôle qu'il conserve jusqu'en 1894, et est nommé premier membre à vie de la League en 1895. McGregor a alors peu de pouvoirs réels, mais il est utilisé comme médiateur pour résoudre les désaccords de la ligue. Dans la seconde moitié de la décennie, les absences répétées de McGregor aux réunions du comité suscitent des critiques de John James Bentley, son successeur à la présidence. Ces critiques ont l'effet désiré : à partir de 1899 jusqu'à ce que sa santé se détériore en 1910, McGregor manque rarement une réunion. Au cours de cette période, McGregor se fait remarquer par sa réserve. Il garde le silence pendant une grande partie des réunions du comité, mais contribue avec enthousiasme parfois, lorsqu'il sent que son intervention est nécessaire.
Entre 1888 et 1894, McGregor est également président de la Football Association (FA), l'organe directeur de l'ensemble du football anglais, qui existe depuis 1863. Il est connu comme une célébrité de football, écrit une chronique hebdomadaire dans la Birmingham Gazette (en) et approuve les produits tels que les ballons de football, et un type de chaussure de football que le fabricant décrit comme la « chaussure McGregor ». Bien qu'il ait occupé de nombreux postes administratifs au cours de sa vie, McGregor n'a jamais joué en compétition, son unique implication sur le terrain est occasionnellement comme gardien de but au cours des entraînements d'Aston Villa dans les années 1870.
En mai 1910, McGregor tombe malade et est plus tard confiné dans une clinique. Son état empire vers la fin 1911. Sa dernière apparition publique est une réunion du comité le 4 décembre, et il subit une opération le 19 décembre. Après une brève amélioration de son état, il rechute et meurt le jour suivant. Bien que fervent méthodiste, il est enterré dans l'enceinte d'une paroisse de l'Église d'Angleterre, St. Mary's, dans le quartier de Handsworth à Birmingham, aux côtés de son épouse, qui meurt en 1908. McGregor est reconnu comme le « père de la Football League », une légende d'Aston Villa et une légende du football en général.